# Sainte-Marie-Cappel
Sainte-Marie-Cappel är en kommun i departementet Nord i regionen Hauts-de-France i norra Frankrike. Kommunen ligger i kantonen Cassel som tillhör arrondissementet Dunkerque. År 2022 hade Sainte-Marie-Cappel 835 invånare.

## Befolkningsutveckling
Antalet invånare i kommunen Sainte-Marie-Cappel
| Referens: INSEE |